# Ярден Джербі
Ярден Джербі (нар. 8 липня 1989) — ізраїльська дзюдоїстка, бронзова призерка Олімпійських ігор 2016 року, чемпіонка світу.

## Виступи на Олімпіадах
| Олімпіада | Дисципліна | Місце |
| --------- | ---------- | ----- |
| Ріо 2016  | До 63 кг   | 3     |